# Route des vins de Moselle
Pour les articles homonymes, voir Moselle.
La route des vins de Moselle est un itinéraire touristique qui parcourt la région viticole à la découverte des vins et de leur production.

## Géographie
D'une longueur de 46 kilomètres, elle se situe non loin du Luxembourg et de l'Allemagne et relie 20 communes :
| 12 communes (2013) - Marieulles - Arry - Corny-sur-Moselle - Dornot - Ancy-sur-Moselle - Ars-sur-Moselle - Vaux - Jussy - Sainte-Ruffine - Rozérieulles - Lorry-Mardigny - Féy | 20 communes (2014) - Moulins-lès-Metz - Scy-Chazelles - Lessy - Plappeville - Lorry-lès-Metz - Saulny - Bronvaux - Marange-Silvange |

## Histoire
La route des vins du Pays messin est inaugurée le vendredi 23 aout 2013, avec une distance de 25 kilomètres. En 2014 le tronçon est agrandi avec 5 nouvelles communes dont le but est de densifier l’offre touristique et rendre plus visible l’AOC Moselle et passer la surface d’exploitation viticole à plus de 100 hectares labellisés AOC avant 2025. 16 vignerons récoltants se trouvent sur cette route.
Il existe 207 panneaux concernant la route des vins de Moselle.

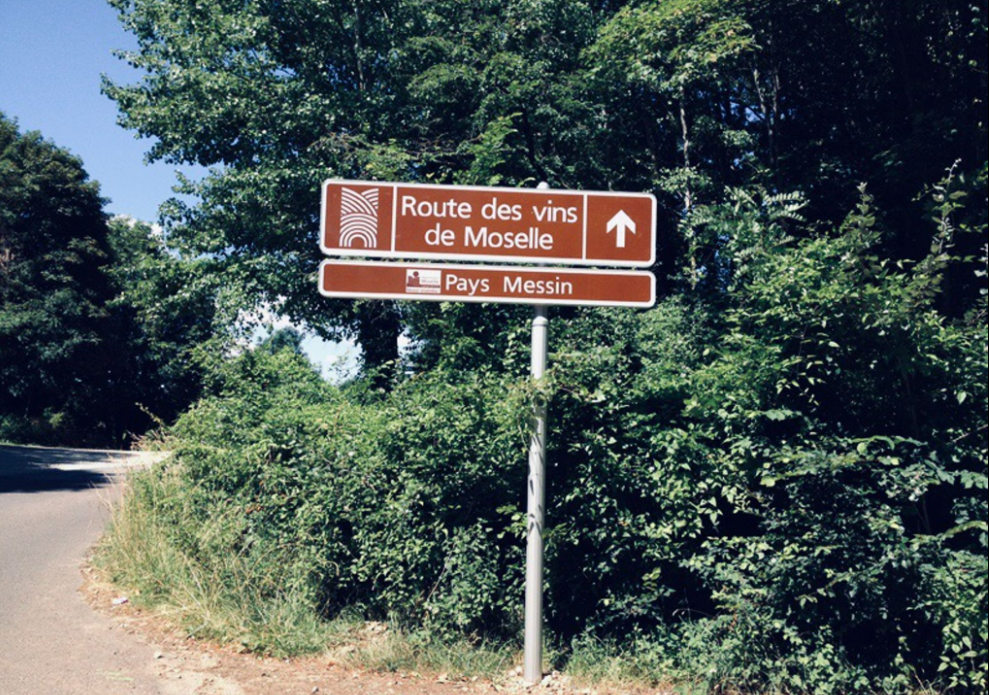
Panneau indiquant la route des vins de Moselle

La route passe par des caves très connues, les vins de Moselle ont cependant une moins grande réputation que les vins de Moselle en Allemagne,.